# (655) Briseïs
(655) Briseïs ist ein Asteroid des Hauptgürtels, der am 4. November 1907 vom US-amerikanischen Astronomen Joel H. Metcalf in Taunton (IAU-Code 803) entdeckt wurde.
Benannt ist der Asteroid nach der Figur Briseis aus der griechischen Mythologie.